# Литовська метрика

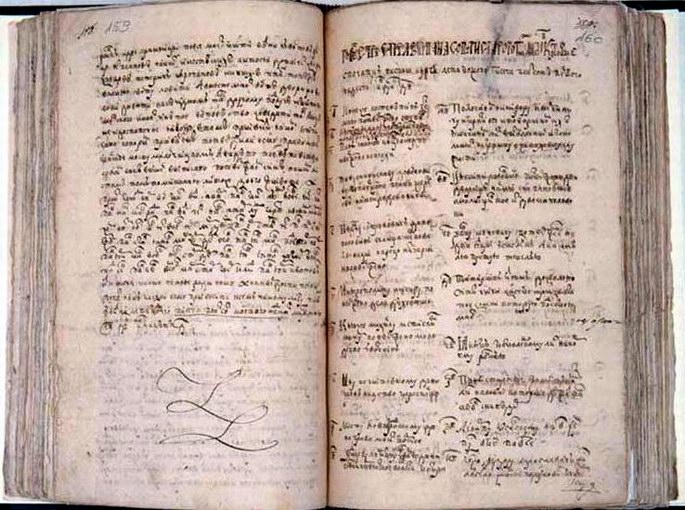
Литовська метрика великокнязівської канцелярії 1511—1518 років

Литовська метрика (лат. Acta/Metrica Magni Dusatus Lithuaniae; пол. Metryka Litewska) — архіви документів, що виходили передусім з канцелярії Великого князівства Литовського в період з першої половини XV ст. до 1794 р.
У XIV—XVI ст. значна частина українських земель (Волинь, Поділля, Київщина, Чернігово-Сіверщина) перебувала під владою Великого князівства Литовського.
Життя на цій території регламентувалося документами, що виходили передусім з великокнязівської канцелярії. Її архіви відомі нині під назвою «Литовська метрика» і належить до найінформативніших комплексних джерел з історії соціально-економічного розвитку і міжнародної політики не тільки України, а й Білорусі, Росії, Литви та Естонії. Хронологічний діапазон Литовської Метрики обіймає період з першої половини XV ст. до 1794 р.
Система діловодства Великого Князівства Литовського з кінця XIV ст., в основному, брала приклад з польської Коронної канцелярії, це чітко простежується, коли династична унія вперше об'єднала дві держави. Хоча престол польського короля і великого князя литовського займала, як правило, одна особа, існували окремі канцелярії — коронна і великокняжа.
Відповідно, канцелярські книги і архіви в цілому велись окремо з середини XV ст. У обох канцеляріях стало регулярною практикою ведення книг, до яких записувались офіційні копії більшості документів, виданих головною канцелярією і підканцелярією (під керівництвом канцлера і підканцлера відповідно). Звідси беруть початок паралельні комплекси книг, відомі, відповідно, як Литовська метрика (Acta/Metrica Magni Ducatus Lithuaniae; Metryka Litewska) і Коронна метрика (Metrica Regni Poloniae; Metryka Koronna).
Використовувалось поняття «метрика» в Литовському князівстві як технічний термін для позначення актових книг чи ресурсів, куди записувались копії записів документів публічного й приватноправового характеру XV—XVIII ст., що вийшли з великокнязівської канцелярії й юридично оформлювали політичні та соціально-економічні стосунки між державою і суспільством, між різними верствами останнього. Канцелярські книги складають переважну частину архівного фонду «Литовська метрика», який в наш час[коли?] знаходиться в Російському державному архіві давніх актів (ф. 389). Книги Литовської метрики (ЛМ) містять також записи документів, що надходили до великокнязівської канцелярії. Окрім того, до складу ЛМ входять архіви місцевих установ, фрагменти архівів намісницьких канцелярій, судових установ, приватних архівів і, нарешті, оригінальні грамоти, які раніше систематизувалися за воєводствами і зберігалися в літерних пакунках.
Спочатку розділення на серії, подібно установленому Ганкевичем порядку для Коронної метрики, для Литовської метрики проведено не було, хоч певне розрізнення в складі книг фіксувались. Коли, Коронний та Литовський архіви опинились в Санкт-Петербурзі, книги Литовської метрики були поділені за тим же принципом, що й Коронна метрика, але при цьому було допущено багато неточностей.
Репрезентуючи книги записів актових документів, ЛМ протягом століть виконувала суто практичні функції. Існував великий попит на офіційні копії документів великокнязівської канцелярії, що підтверджували шляхетність походження, соціальний статус, права на землю, майно, родинні стосунки, різні привілеї тощо.
Відкритим залишається питання про обставини і процес формування ЛМ. Вчені не мають єдиної думки щодо способів і принципів записування у книги ЛМ. На думку М. Бережкова, книги ЛМ за XV—XVI ст. становлять собою книги записів документів, виданих від імені великого князя чи панів-ради з великокнязівської канцелярії, або отримали від посадових осіб центрального і місцевого управління, приватних осіб, іноземних урядів. Окрім того, ЛМ містить матеріали інших канцелярій ВКЛ, приватних архівів, оригінальні грамоти тощо. М. Бережков уважав, що вже наприкінці XV ст. книги ЛМ складалися за тематичним принципом. Реконструюючи склад оригінальних книг ЛМ (до 1523 р.), дослідник дійшов висновку, що в червні 1486 р. у канцелярії ВКЛ запроваджено ведення поточних книг чотирьох категорій: «книги данин і судових справ», «книги оренд», «книги відправ», «книги посольств».
Дискусійним є також питання щодо мови ЛМ. Академік В. Пічета вважав ЛМ чудовою пам'яткою офіційної білоруської мови, хоча й зазначав, що фонета мови цього джерела була ще не вповні білоруською. Дослідник Литовського статуту С. Лазутка називав мовою ЛМ давньобілоруську. І. Лаппо оперував терміном «литовсько-руська» мова, а М. Тихомиров називав її «руською мовою». Г. Хорошкевич запропонувала термін «середньовічна західноруська мова» чи «давньобілоруськоукраїнська мова». Професор З. Зинкявичюс пропонував для канцелярської мови ВКЛ вживати назву «слов'янська канцелярська мова ВКЛ». Доктор П. Кеннеді Грімстед вважає, що державною юридичною й основною канцелярською мовою на всій території ВКЛ протягом XV—XVI ст. була «руська» мова, що як «своєрідний лінгвістичний попередник білоруської і української мов існувала паралельно з мовою Московського князівства». Після Люблінської унії 1569 р., з приєднанням Волинського, Брацлавського і Київського воєводства до Польщі, у коронній канцелярії Королівства Польського для цих територій було заведено окрему групу книг — Руську (Волинську) метрику. З канцелярського діловодства Правобережжя почалося витіснення української мови й впровадження польської.
Загалом ЛМ відзначається значним тематичним діапазоном щодо соціально-економічної історії України кінця XV—XVI ст. У центрі уваги уряду ВКЛ того часу були питання землеволодіння, коли в основному закінчився розподіл землі між феодалами й почалася гостра боротьба за землю з приводу її перерозподілу. Документи ЛМ (привілеї й підтвердження на володіння землею, купівлі-продажу землі тощо), віддзеркалюють стосунки між землевласниками, що знаходилися на одному чи різних щаблях соціальної системи, між мешканцями міст, між міщанами й представниками приватних юридик у містах, скарги на різні «кривди» та «утиски», позови до королівського суду, судові листи, справи про утиски, бійки, ображання, наїзди на землю, будинки, загарбання майна, розподіл спадщини, повернення боргів тощо. У книгах ЛМ зосереджено інформацію про інститут старост, державців, воєвод, війтів, служебників, маршалків, городничих, кухмістрів, тивунів, урядників, а також про земян, бояр, дворян, міщан, князів та ін.
Документи ЛМ містять також дані з української генеалогії, метрології, сфрагістики, топоніміки, антропоніміки, демографії, віддзеркалюють генезу української шляхти. ЛМ — цінне джерело для вивчення історії української мови, палеографії, документознавства, архівної й канцелярської справи в Україні, а також для висвітлення впливів канцелярської практики ВКЛ, а саме ЛМ, на документи та архівну практику Генеральної військової канцелярії та полкових канцелярій Гетьманщини.